# Просте число Віферіха
В теорії чисел простим числом Віферіха називається просте число {\displaystyle p}, таке, що {\displaystyle p^{2}} ділить {\displaystyle 2^{p-1}-1} , що є посиленням твердждення малої теореми Ферма, яка стверджує, що будь-яке непарне просте {\displaystyle p} ділить {\displaystyle 2^{p-1}-1}. Ці прості числа вперше описані Артуром Віферіхом (нім. Arthur Wieferich).
Незважаючи на численні пошуки, донині відомо лише про 2 простих числа Віферіха — це 1093 та 3511 (послідовність A001220 з Онлайн енциклопедії послідовностей цілих чисел, OEIS).

## Властивості простих чисел Віферіха
Посилений варіянт малої теореми Ферма, якій задовільняють прості числа Віферіха, зазвичай записується у вигляді порівняння по модулю {\displaystyle 2^{p-1}\equiv 1{\pmod {p^{2}}}}. Із визначення порівняння випливає, що ця властивість еквивалентна визначенню, що наведено на початку статті. Таким чином, якщо просте p задовільняє порівнянню, це просте ділить частку Ферма {\displaystyle {\tfrac {2^{p-1}-1}{p}}}.
Наведемо два приклади:
Для p = 11 ми отримуємо {\displaystyle {\tfrac {2^{10}-1}{11}}}, що дає число 93, яке має залишок від ділення на 11, рівний 5.
Таким чином, 11 не є простим числом Віферіха.
Для p = 1093, ми отримуємо {\displaystyle {\tfrac {2^{1092}-1}{1093}}} або 485439490310...852893958515 (302 цифри з середини випущено) і це число дає залишок 0 при діленні на 1093, отже 1093 є простим числом Віферіха.

## Історія та статус пошуку
В 1902 році німецький математик Франц Мейєр (Wilhelm Franz Meyer) довів теорему про розв'язок конгруєнції ap − 1 ≡ 1 (mod pr).:930 Десятиріччям пізніше Артур Віферіх (нім. Arthur Wieferich) в 1909 році в праці, що стосується великої теореми Ферма, у якій він довів, що якщо перша частина останньої теореми Ферма не виконується для деякої експоненти {\displaystyle p}, тоді {\displaystyle p} задовільняє умові {\displaystyle a^{p-1}\equiv 1{\pmod {p^{2}}}} для {\displaystyle a=2}. Іншими словами, якщо існує розв'язок рівняння xp + yp + zp = 0 в цілих числах, x, y, z та p є непарними простими, такими, що p ∤ xyz, тоді p задовільняє умові 2p − 1 ≡ 1 (mod p2).
Перше просте Віферіха, число 1093, було знайдене В. Мейснером (Waldemar Meissner) в 1913 році і підтверджено, що це єдине просте Віферіха серед чисел менших за 2000.
Друге просте, число 3511, було віднайдено Біґером (N. G. W. H. Beeger) в 1922 році.
В 2007–2016 роках пошук простих Віферіха виконувався проєктом розподілених обчислень Wieferich@Home. В 2011–2017 роках інший пошук був організований проєктом PrimeGrid. Нажаль пізніше робота, виконана в цьому проекті, була визнана марною. Хоча ці проекти досягли меж пошуку понад 1017, жоден із них не повідомив про результати, яким можна довіряти.
В листопаді 2020 року PrimeGrid розпочав новий проєкт з одночасним пошуком простих Віферіха та Волла-Суня-Суня. Новий проєкт використовує чексуми для незалежної подвійної перевірки кожного інтервалу, що мінімізує ризик пропуску простого через збої обладнання. Станом на серпень 2022 року PrimeGrid дійшов до межі у 14,4⋅1018 та продовжує пошук майже простих Віферіха.

## Майже прості Віферіха
Просте число p, що задовільняє рівнянню {\displaystyle 2^{p-1 \over 2}\equiv \pm 1+Ap{\pmod {p^{2}}}} для малих значень {\displaystyle \mid A\mid }, називається майже простим Віферіха (послідовність A195988 з Онлайн енциклопедії послідовностей цілих чисел, OEIS). 